# Александров, Геннадий Сергеевич
Геннадий Сергеевич Александров (род. 9 апреля 1937, Сталинабад (Душанбе), Таджикская ССР) — советский композитор, автор шести симфоний, двух балетов и музыки более чем к двадцати фильмам..

## Биография
В 1961 году окончил дирижёрско-хоровое отделение Самаркандского музыкального училища, в 1967 году — Ташкентскую консерваторию по классу композиции. Работал старшим преподавателем  кафедры теоретических предметов факультета искусств Педагогического института им. Т. Г. Шевченко в Душанбе. Среди основных сочинений как композитора: балет «Золотая лань» (1969); кантата «Мир входящему» (для хора и оркестра, 1964); три симфонии для оркестра (1967, 1969 и 1971); симфоническая поэма «Возрождение земли» (1971), балетная сюита (1970); концерт для рубаба с оркестром (1971); струнный квартет (1963); сюита для ансамбля баянистов (1967); сюита для оркестра народных инструментов (1967); музыка для театра и кино, романсы, также написал много произведений для цирка. Большой популярностью пользуются песни Геннадия Александрова из кинофильмов «Новые сказки Шахерезады», «Джура — охотник из Мин-Архара». В 1991 году — дебютировал как режиссёр, сняв полнометражный игровой фильм «Маленький мститель», который вошёл в состав Международного кинофестиваля «Чистые пруды» в Москве. Геннадий Александров поехал на фестиваль и остался в Москве, в течение двух лет жил и работал в России: был членом Союза кинематографистов, членом Союза композиторов, заместителем генерального директора Музфонда, затем директором Дома творчества композиторов России. С 1993 года — живёт в США, штате Аризона, городе Финикс.

## Фильмография

### Композитор
- 1972 — «Хабиб — повелитель змей»
- 1973 — «Горная станция»
- 1974 — «Одной жизни мало»
- 1977 — «Осада»
- 1977 — «Первая любовь Насреддина»
- 1979 — «Загадай себе прошлое»
- 1980 — «Золотая стрела»
- 1981 — «Бросок»
- 1981 — «Мир вашему дому»
- 1983 — «Заложник»
- 1984 — «Друзей не предают»
- 1984 — «И ещё одна ночь Шахерезады»
- 1985 — «Я ей нравлюсь»
- 1986 — «Как кот с мышами воевал» (мультфильм)
- 1984 — «Новые сказки Шахерезады»
- 1987 — «Джура — охотник из Мин-Архара»
- 1987 — «Искупление»
- 1987 — «Последняя ночь Шахерезады»
- 1987 — «Случай в аэропорту»
- 1987 — «Шубка для тучи» (мультфильм)
- 1988 — «Взгляд»
- 1988 — «Дорогая Елена Сергеевна»
- 1989 — «Квартира»
- 1991 — «Маленький мститель»
- 1992 — «Клевета»
- 1993 — «Месть пророка»[3][1]

### Режиссёр
- 1991 — «Маленький мститель»[1]